# Alstroemeria oreas
Alstroemeria oreas este o specie de plante monocotiledonate din genul Alstroemeria, familia Alstroemeriaceae, descrisă de Johannes Conrad Schauer. Conform Catalogue of Life specia Alstroemeria oreas nu are subspecii cunoscute.